# 本尼茨维尔 (南卡罗来纳州)
本尼茨維爾（英語：Bennettsville），是美國南卡羅萊納州馬爾博羅縣下屬的一座城市，總面積約6.75平方英里（17.5平方）。根據2010年美國人口普查，該市總人口數為9,069人，人口密度約爲每平方英里1,344人，合約每平方公里519人。